# Rui Machado
Rui Machado (født 10. april 1984 i Faro, Portugal) er en portugisisk tidligere tennisspiller, der blev professionel i 2002. Han havde, da han stoppede karrieren i 2016, indtjent ca. 900.000 EUR.